# 香港消防處工時關注組
香港消防處工時關注組（英文：Hong Kong Fire Services Department Working Hours Concern Group）於2012年9月1日成立，主要是關注香港消防處行動組消防人員的工作時間問題，組員有數百名。

## 背景
第二次世界大戰前，行動組消防人員的工作時間為每周144小時，當值6日，休假1日；至1946年，大幅度地縮減至84小時；至1967年，縮減至72小時；至1980年，縮減至60小時；以及於1990年，縮減至54小時至今。
1983年開始，香港消防處職工總會開始積極爭取縮減香港消防處行動組消防人員的工作時間，由每周的60小時縮減至每周48小時。惟經歷了7年時間爭取，香港政府有關部門才於1990年正面回應職工總會關於縮減工作時間的訴求，但是只同意由當時的每周60小時縮減至每週54小時。
於香港回歸後，各香港政府部門及紀律部隊當中（包括香港消防處非行動組部門），大部份已經實行每週48小時工作時間，甚至為44小時，而勞工處亦在香港社會上積極推動健康工作時間。因為工間時間過長會影響到僱員的身體及心理健康、家庭及社交等生活質素，並且會直接或者間接影響僱員個人的工作安全，更甚可能危及他人。2012年5月1日，香港政府就實施最低工資保障時而計算最低工資的基數，就是以每周工作時間為48小時作為標準。

## 歷史
1990年起，行動組消防人員的工作時間為每週54小時，行動組消防人員一直希望將其工作時間縮減為48小時，並且就工作時間的減低提議爭取了逾20年，惟有關方面工作條件至今仍然未有任何的改善。
2010年7月6日，在立法會保安事務委員會會議上，多位委員關注職工總會針對多年來提出縮減行動組消防人員的工作時間、由每週的54小時縮減至每週48小時的訴求，以及在資源缺乏的情況下，如果實施48小時工作時間，有可能導致的嚴重人手短缺及服務質素下降等問題。有見及此，職工總會就有關課題展開了研究。此外，在會議上，委員一致表達認同將行動組消防人員的工作時間縮減至為每週48小時，並且認為此課題應該是香港消防處首要處理的任務。因此，職工總會於同年8月2日成立「48策劃小組」，專門負責為行動組消防人員爭取縮減工作時間至為每週48小時。經與消防處共同研究多個月後，職工總會於2011年9月14日正式就此課題向消防處提交意向書。
2012年，香港消防處推出了51工作小時的試驗方案。早前香港消防處職工總會在一連兩日的會員大會後，以消防處削減前線人手會危害香港市民及消防人員的生命安全為理由，決定不接受由消防處提議的方案；但是亦有多名前線消防人員及其他香港消防主任協會則對方案表示支持。部分支持方案的前線消防人員認為，消防處職工總會不但立場過於強硬，而且單方面拒絕方案的決定未有經過諮詢全體消防人員。
由於意見、立場不同，在於有人員不滿意香港消防處及香港消防處職工總會就消防人員工作時間的爭議中，出現了不尋常的資訊流傳，使到持有不同意見的人員的關係形成對峙，故此成立於2012年9月1日成立香港消防處工時關注組，標榜為不偏不倚的獨立組織，提供平台讓各方的意見可以自由及公正地交流，以期望就爭取達到共識，為到爭持以久的工作時間問題出現新突破，並且冀期以「一人一票」的形式表決是否接納方案。
2012年9月12日，香港消防處工時關注組聯同香港消防主任協會及香港消防控制組職員會召開記者會，並且表達各自立場，同時澄清坊間對新方案的訛傳以正視聽。在記者會上，香港消防處工時關注組指出，香港消防處職工總會不依據會章，以「脅迫手法」扼殺會員的聲音。消防主任協會表示支持香港消防處的建議方案，不認同職工總會採用遊行、靜坐甚至是罷工等過激的手段爭取；消防控制組職員會則指出，香港消防處的建議方案與該會的立場無牴觸，故此不反對試行。此外，香港消防處工時關注組向香港消防處職工總會發出公開信，請求對方以「一會員一問卷」的方式收集意見；職工總會則回應指出，無基礎去接納此建議。

## 後續
2013年2月5日，消防處處長陳楚鑫表示長遠同意縮減消防人員的每週工作時數，與其他香港紀律部隊同樣，惟需要分階段進行，將會於同年以先導分式，選擇部分消防局試行新方案。陳楚鑫表示，消防處正在研究按照不同地區的樓宇密度及火警正常水平，試行新方案；部分消防局編表時已經試行，按照香港政府縮減工作時間的經驗，一般需要約3年時間左右，消防處會爭取以一個比較短的時間完成。
2月27日，香港消防處宣佈分為3階段將消防人員的工作時間由每周54小時縮減至51小時。首階段將會由同年3月15日起在港島總區試行約3個月，基於港島總救援項目比較多元化及駐守有潛水組，可以有效果地測試成果。於試行計劃下，參與試行計劃的區域的行動組消防人員將會可以享有更多輪值假期，每周規定工作時數由54小時縮減至51小時。若果測試發現可以維持92.5%或者以上召喚比率於6分鐘內到場的現有水平及救援效率，則將會於同年6月25日起擴展至九龍總區南分區及新界總區南分區，再於10月5日起在全香港各總區全面地試行新方案不多於3年，期間不排除縮短試行，並且隨即展開48小時工作時間的研究。

## 相關參見
- 香港消防處職工總會
- 香港消防主任協會
- 香港消防控制組職員會